# Gamaches
Gamaches je francouzská obec v departementu Somme v regionu Hauts-de-France. V roce 2012 zde žilo 2 730 obyvatel. Je centrem kantonu Gamaches.

## Poloha obce
Obec leží u hranic departementu Somme s departementem Seine-Maritime, tedy i u hranic regionu Hauts-de-France s regionem Normandie. Sousední obce jsou: Beauchamps, Bouillancourt-en-Séry, Bouttencourt, Buigny-lès-Gamaches, Embreville, Incheville (Seine-Maritime), Longroy (Seine-Maritime), Monchaux-Soreng (Seine-Maritime) a Tilloy-Floriville.

## Vývoj počtu obyvatel
Počet obyvatel